# مرواریدماهی
مرواریدماهی یا کولی ایرانی یک نوع ماهی کوچک لُجّه‌زی (پلاژیک) است.
زیستگاه اصلی آن در ایران حوضه جنوبی خزر قرار دارد اما به‌طور ناخواسته توسط انسان به سایر مناطق ایران از قبیل دریاچه زریوار مریوان، هامون، سیستان، استخرهای پرورش ماهی سمنان منتقل شده‌است.

## ریخت‌شناسی
دارای دندان حلقی دو ردیفی به فرمول ۵، ۲-۲، ۵؛ فاقد سبیلک است. معمولاً ۴۰ گرم وزن پیدا می‌کند و بیشینه درازای آن به ۲۵ سانتی متر می‌رسد. بدن مرواریدماهی کشیده و از دوسو فشرده است. شکاف دهانی به طرف بالا قرار دارد و دهان زبرین می‌باشد. قاعده باله مخرجی طویل‌تر از باله پشتی است. ناحیه شکم بین باله شکمی و مخرجی دارای فلس می‌باشد. پهلوها و شکم این ماهی به رنگ نقره‌ای است.

## تغذیه
پلانکتون‌ها، کرم‌ها، لارو حشرات.

## زیست‌شناسی
این ماهی به صورت گله در سطح آب‌های ساکن با جریان کم و پوشیده از گیاهان آبزی زندگی می‌کند و به ساحل نیز نزدیک می‌شود.این ماهیان زمستان را به صورت دسته‌هایی در عمق آب و مناطق امن به سر می‌برند. زمان تخم ریزی از فروردین تا خرداد ماه می‌باشد. تخم‌ریزی توأم با سر و صدا، در دهانه رود خانه‌ها و در هنگام شب صورت می‌گیرد. ماهی نر در این زمان دارای دانه‌های مرواریدی شکل بر روی سر و پشت می‌گردد. تخم‌های چسبناک بر روی گیاهان آبزی و سنگ‌ها ریخته شده و به آن‌ها می‌چسبند.
تعداد تخم‌ها تقریباً ۱۵۰۰ عدد است. دوره انکوباسیون بر حسب دمای آب حدود ۷ روز است که پس از آن تخم‌ها از لارو بیرون آمده و پس از اتمام کیسه زرده از پلانکتون‌ها تغذیه می‌کنند. بچه ماهیان در اواخر سال اول عمر خود به طول ۵-۳ سانتی متر و در سنین ۳-۲ سالگی به حد بلوغ می‌رسند. ماهی مروارید با ماهی چشم قرمز و سایر کپور ماهیان اختلاط پیدا می‌کنند. این ماهی غذای خوبی برای سایر ماهیان از جمله اردک‌ماهی و سوف‌ماهی می‌باشند.
ارزش اقتصادی: گوشت ماهی مروارید خشک بوده، فاقد ارزش اقتصادی است ولی از فلس‌های آن مروارید مصنوعی می‌سازند. از این ماهی به عنوان طعمه برای صید سایر ماهیان نیز استفاده می‌شود.